# Riksdagens nykterhetsgrupp

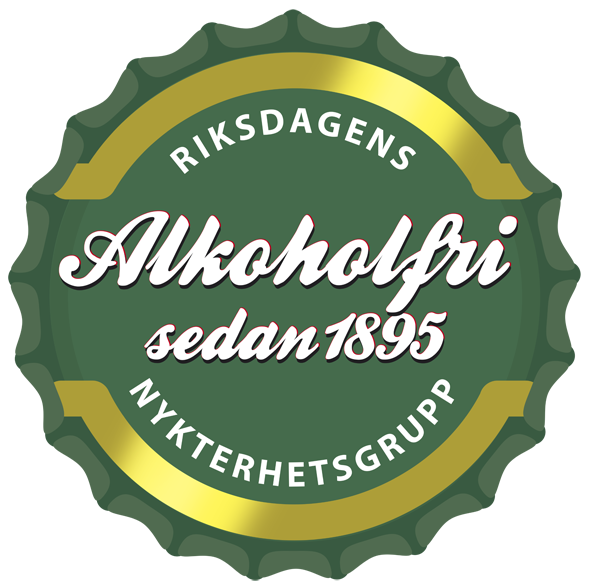
Logotyp - Riksdagens nykterhetsgrupp

Riksdagens nykterhetsgrupp är en intresseförening i Sveriges riksdag som verkar för en restriktiv alkohol- och narkotikapolitik. Nykterhetsgruppen säger sig också ha till uppgift att utgöra ett stöd och vara ett nätverk för riksdagsledamöter som lever helnyktert.
Nykterhetsgruppen bildades 1895 och är därmed en av riksdagens äldsta föreningar. Under 2013 är sex av riksdagens åtta partier representerade i gruppen. Lars-Axel Nordell (KD) är ordförande. I styrelsen ingår också Niclas Malmberg (MP), Ulrik Nilsson (M), Per Lodenius (C) och Elin Lundgren (S).
Under de senaste åren har nykterhetsgruppen bland annat uppmärksammats för att ha krävt alkoholfritt vin vid riksmötets öppnande och andra högtidliga tillfällen.

## Ordförande i Riksdagens nykterhetsgrupp genom tiderna
| Namn                     | Tjänstgöringstid |
| ------------------------ | ---------------- |
| Erik Jakob Ekman, -      | 1895-1897        |
| PP Waldenström, -        | 1897-1906        |
| Ernst Beckman, FRIS      | 1906-1914        |
| Ollas Anders Ericsson, H | 1914-1918        |
| CG Ekman, FRIS           | 1918-1924        |
| Sven Bengtsson, FRIS     | 1924-1933        |
| Johan Bergman, FP        | 1933-1942        |
| Ewald Lindmark, H        | 1942-1944        |
| Johan Nilson, FP         | 1944-1946        |
| Gustaf Andersson, FP     | 1946-1949        |
| Åke Holmbäck, FP         | 1949-1953        |
| Erik Englund, FP         | 1953-1958        |
| Einar Rimmerfors, FP     | 1958-1964        |
| Daniel Wiklund, FP       | 1964-1974        |
| Torsten Bengtson, C      | 1974-1983        |
| Karl Erik Eriksson, FP   | 1983-1988        |
| Karin Israelsson, C      | 1988-1994        |
| Göran Magnusson, S       | 1994-2006        |
| Egon Frid, V             | 2006-2010        |
| Lars-Axel Nordell, KD    | 2010-            |